# The Blitz
Cet article possède un paronyme, voir Blitz (homonymie).
Albums de Krokus
Headhunter
(1983) Change of Address
(1986)
Singles
1. Midnite Maniac
Sortie : 1984
2. Ballroom Blitz
Sortie : 1984
3. Our Love
Sortie : 1984

The Blitz est le huitième album studio du groupe de hard rock suisse Krokus. Il est sorti en août 1984 sur le label Arista Records et a été produit par Bruce Fairbairn.

## Historique
Avant d'enregistrer son nouvel album, Krokus devait trouver un remplaçant au batteur Steve Pace et éventuellement un nouveau bassiste. Ce fut Jeff Klaven (ex-Cobra) qui remplaça Pace et le groupe décida d'enregistrer l'album à quatre, Fernando Von Arb assurant toutes les parties de guitare et Mark Kohler jouant les parties de basse.
La pré-production de l'album fut réalisée dans les studios Cedar Crest de Mountain Home dans l'Arkansas. l'enregistrement final se fit en mai-juin 1984 dans les studios Little Mountain Sound à Vancouver avec Bruce Fairbairn assisté des ingénieurs du son Bob Rock et Mike Fraser. Storace et Von Arb composeront tous les titres à l'exception de la reprise de Sweet, Ballroom Blitz et de Boys Nite Out' qui sera co-écrite avec Bryan Adams et Jim Vallance. la chanson Ballroom Blitz fut enregistrée en une seule prise, dans les conditions du « live », le 5 juin 1984 aux alentours de 21 heure 30. Jimi Jamison (Survivor) participe aux chœurs et Doug Johnson de Loverboy est aux claviers.
L'album se classa à la 31e place du Billboard 200 aux États-Unis. Il sera certifié disque d'or aux USA, au Canada et en suisse. Le single Midnite Maniac sera le premier du groupe à entrer au Billboard Hot 100, il atteindra la 71e place.
Pour la tournée qui suivit, où Krokus partagea l'affiche avec Sammy Hagar, Mark Kohler retourna à la guitare rythmique et Andy Tanas (ex-Black Oak Arkansas) rejoindra le groupe pour tenir la basse. Krokus fera ensuite une tournée américaine en tête d'affiche avec Accept et Rough Cutt en première partie. Tanas ne finira pas la tournée (divergences artistiques) et sera remplacé par Tommy Keiser (Cobra) et la tournée se termina le 19 juillet 1986 devant 80 000 personnes au « Texxas Jam Festival » en compagnie, notamment, de Van Halen.

## Liste des titres
Face 1
| No | Titre          | Auteur                                      | Durée |
| -- | -------------- | ------------------------------------------- | ----- |
| 1. | Midnite Maniac | Marc Storace, Fernando Von Arb              | 3:59  |
| 2. | Out of Control | Storace, Von Arb                            | 4:15  |
| 3. | Boys Nite Out  | Bryan Adams, Jim Vallance, Storace, Von Arb | 3:38  |
| 4. | Our Love       | Storace, Von Arb                            | 4:35  |
| 5. | Out to Lunch   | Storace, Von Arb                            | 4:20  |

Face 2
| No | Titre           | Auteur                    | Durée |
| -- | --------------- | ------------------------- | ----- |
| 6. | Ballroom Blitz  | Nicky Chinn, Mike Chapman | 4:00  |
| 7. | Rock the Nation | Storace, Von Arb          | 4:41  |
| 8. | Hot Stuff       | Storace, Von Arb          | 4:36  |
| 9. | Ready to Rock   | Storace, Von Arb          | 4:30  |

## Musiciens
Krokus
- Marc Storace: chant
- Fernando Von Arb: guitares
- Mark Kohler: basse
- Jeff Klaven: batterie, percussions

Musiciens additionnels
- Doug Johnson: claviers
- Jimi Jamison: chœurs

## Charts et certifications
| Pays       | Durée du classement | Meilleur classement |
| ---------- | ------------------- | ------------------- |
| Allemagne  | 2 semaines          | 55e                 |
| Canada     | 9 semaines          | 83e                 |
| États-Unis | 26 semaines         | 36e                 |
| Suède      | 1 semaine           | 27e                 |
| Suisse     | 8 semaines          | 6e                  |

| Année | Pays                   | Chart                  | Titre          | Classement |
| ----- | ---------------------- | ---------------------- | -------------- | ---------- |
| 1984  | Drapeau des États-Unis | Hot 100                | Midnite Maniac | 71e        |
| 1984  | Drapeau des États-Unis | Mainstream Rock Tracks | Midnite Maniac | 10e        |
| 1984  | Drapeau des États-Unis | Mainstream Rock Tracks | Our Love       | 22e        |

| Pays       | Certification | Ventes    | Date       |
| ---------- | ------------- | --------- | ---------- |
| Canada     | Or            | 50 000 +  | 01/11/1984 |
| États-Unis | Or            | 500 000 + | 03/12/1984 |
| Suisse     | Or            | 25 000 +  | 1984       |